# Geolycosa grandis
Geolycosa grandis är en spindelart som först beskrevs av Banks 1894.  Geolycosa grandis ingår i släktet Geolycosa och familjen vargspindlar. Inga underarter finns listade i Catalogue of Life.